# Sebastian (Portugal)

Dom Sebastião de Portugal (O Desejado)

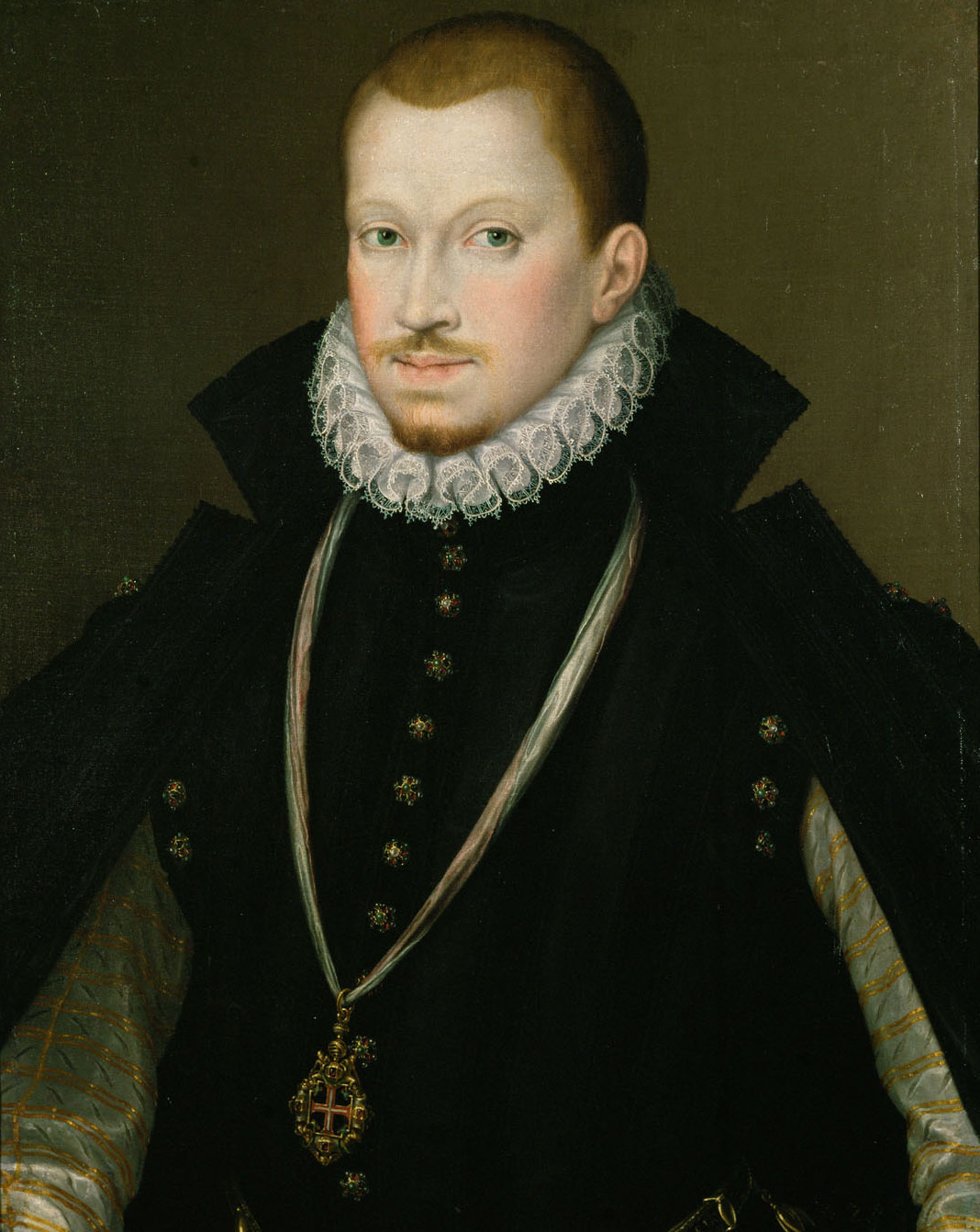
König Sebastian I. von Portugal

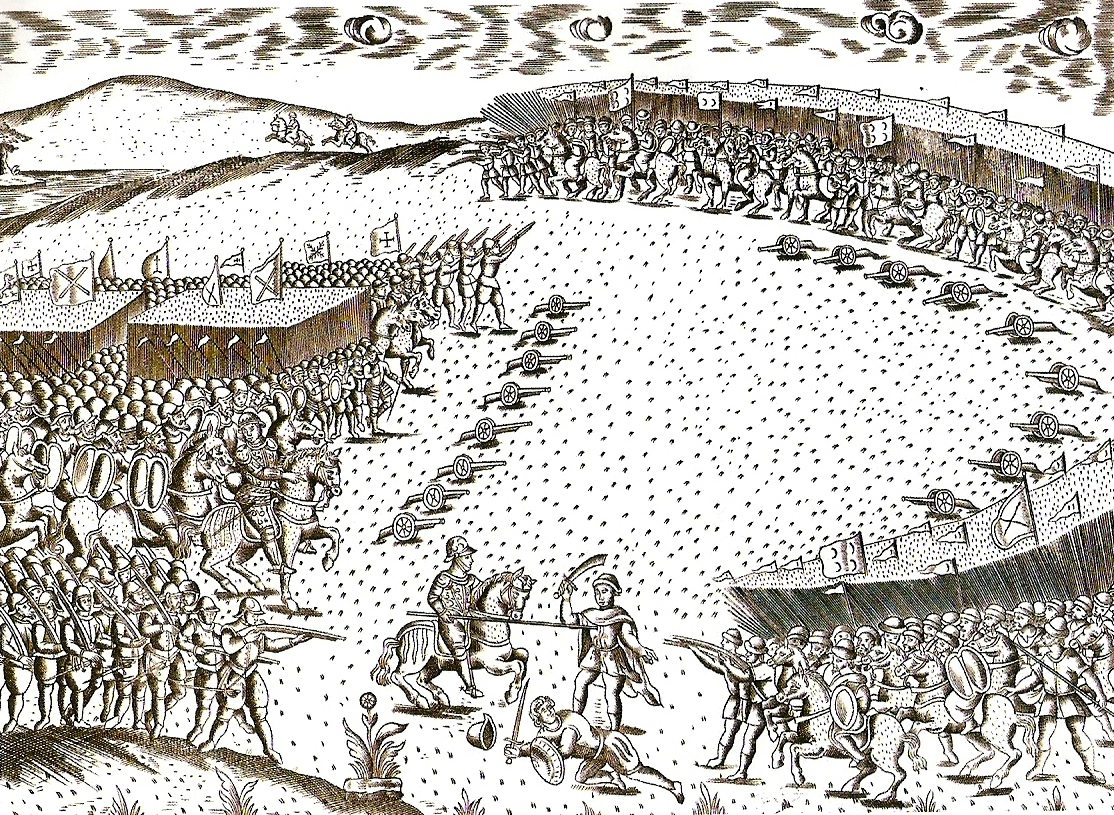
Die Dreikönigsschlacht oder die Schlacht von Alcácer-Quibir, Miguel Leitão de Andrade, „Miscellânea“, 1629

Sebastian I., „der Ersehnte“ (portugiesisch Dom Sebastião I. «O Desejado»), aus dem Haus Avis (* 20. Januar 1554 in Lissabon; † 4. August 1578 in Alcácer-Quibir) war von 1557 bis 1578 der 16. König von Portugal.

## Leben

### Kindheit und Regierungsantritt
Sebastian wurde am 20. Januar 1554 in Lissabon als Sohn von Johanna von Spanien und postumer Sohn ihres Gatten Johann Manuel von Portugal geboren. Er war somit ein Enkel des portugiesischen Königs Johann III., dem er nach dessen Tod vom 11. Juni 1557 bis zum 4. August 1578 auf den Königsthron folgte, sowie von Kaiser Karl V.
Schon drei Monate nach Sebastians Geburt war seine verwitwete Mutter als Infantin von Kastilien und Aragon an den spanischen Hof zurückgekehrt, um die Regentschaft für ihren Bruder Philipp II. zu übernehmen, während dieser sich in England und den Niederlanden aufhielt. Sie kehrte niemals nach Portugal zurück und wurde eine bedeutende Unterstützerin des Jesuitenordens. Da sie in persönlichem Kontakt mit dem Heiligen Ignatius von Loyola und dem Heiligen Francisco de Borja von Aragonien stand, wird von ihr gesagt, sie sei die einzige Frau gewesen, die jemals in den Jesuitenorden eintrat, als „jesuíta secreta“.
Beim Tod seines Großvaters, des Königs, war Sebastian gerade drei Jahre alt. Erneut musste deshalb ein Regent die Ausübung der Macht übernehmen. Dies fiel zunächst seiner energischen Großmutter Katharina, der Witwe Johanns III., zu. Sie war es, die 1536 ein Inquisitionstribunal in Portugal einführte und dies sogar in Goa wiederholen wollte. Der Thronfolger wurde unterdessen vor allem von Jesuiten erzogen. Schon bald jedoch übernahm Kardinal Heinrich, Erzbischof von Lissabon, ein Bruder Johanns III. und somit Großonkel Sebastians, die Regentschaft. 1568 wurde Sebastian als 14-Jähriger für mündig erklärt und übernahm daraufhin selbst die Regierung.

### Feldzug nach Marokko
Sebastians Herrschaft sollte für Portugal katastrophale Folgen haben: Er lebte in einer mystischen Traumwelt, angefüllt mit mittelalterlichen ritterlichen Idealen und der Kreuzzugsidee. Sein großes Ziel war es, das große Marokkanische Reich zu erobern und Nordafrika damit wieder zu christianisieren. 1578 führte er deshalb eine militärische Expedition nach Marokko an. Einen Thronfolgestreit im Sultanat von Fès nahm der König zum Anlass, Marokko endgültig von den Arabern befreien zu wollen. Mit einer Armee von 18.000 Mann marschierte er gegen die Ratschläge aller seiner Ratgeber in den arabischen Teil des Landes ein. Er führte neben der portugiesischen Königskrone eine weitere, neu angefertigte Krone mit, die sein Königtum in Afrika repräsentieren sollte.
Neun Tage lang zog die Armee 1578 durch Nordafrika, wobei die schlechte Landeskenntnis und die ungünstige Versorgungslage ihr bereits vor den ersten Gefechten zusetzten. Die Schlacht von Alcácer-Quibir (Ksar-el-Kebir bzw. al-Qasr al-Kabir) in Marokko wurde zur Katastrophe für den Feldzug: Das weit überlegene Heer des Sultans Muley Abd-el Malik schlug die Portugiesen und rieb das Heer vollständig auf, der König wurde in der Schlacht getötet. Angeblich überlebten nur 60 Portugiesen die Schlacht.
Da Sebastian unverheiratet und kinderlos fiel, übernahm der vormalige Regent, Kardinal Heinrich, als Heinrich I. selbst den Thron. Die Niederlage von Ksar-el-Kebir hatte das Land so geschwächt, dass es nach dem Tode Heinrichs an die spanischen Habsburger fiel, womit die portugiesische Unabhängigkeit für 60 Jahre beendet war.

## Sebastianismus
Da die Leiche des Königs nie gefunden wurde, entwickelte sich die Legende, Sebastian lebe noch und werde sein Land einst aus höchster Gefahr erretten. Während der Herrschaft der spanischen Habsburger in Portugal traten mindestens drei „falsche Sebastiane“ auf, die Anführer von lokalen Aufständen gegen die Spanier waren und vorgaben, der ehemalige König zu sein. Auch außerhalb Portugals gaben sich Menschen für den verschwundenen Herrscher aus, so 1598 in Venedig.
Der Sebastianismus, also der Glaube an die Wiederkunft Sebastians, war bis ungefähr 1830 in Spanien lebendig und wurde noch im 20. Jahrhundert für politische, antidemokratische Zwecke instrumentalisiert.

## Literarische und künstlerische Verarbeitung
Die poetische Fiktion vom Überleben König Sebastians ist Grundlage eines 1839 erschienenen Romans von Adelheid Reinbold.
Das Schicksal des Königs und sein Feldzug nach Marokko ist Gegenstand von Gaetano Donizettis letzter Oper Dom Sébastien, roi de Portugal (1843).
2004 verfilmte der renommierte portugiesische Regisseur Manoel de Oliveira mit O Quinto Império – Ontem Como Hoje das Leben Sebastians, basierend auf dem Drama El-Rei Sebastião des portugiesischen Schriftstellers José Régio aus dem Jahr 1949.